# Primula hirsuta
Primula hirsuta es una especie perteneciente a la familia de las primuláceas. 

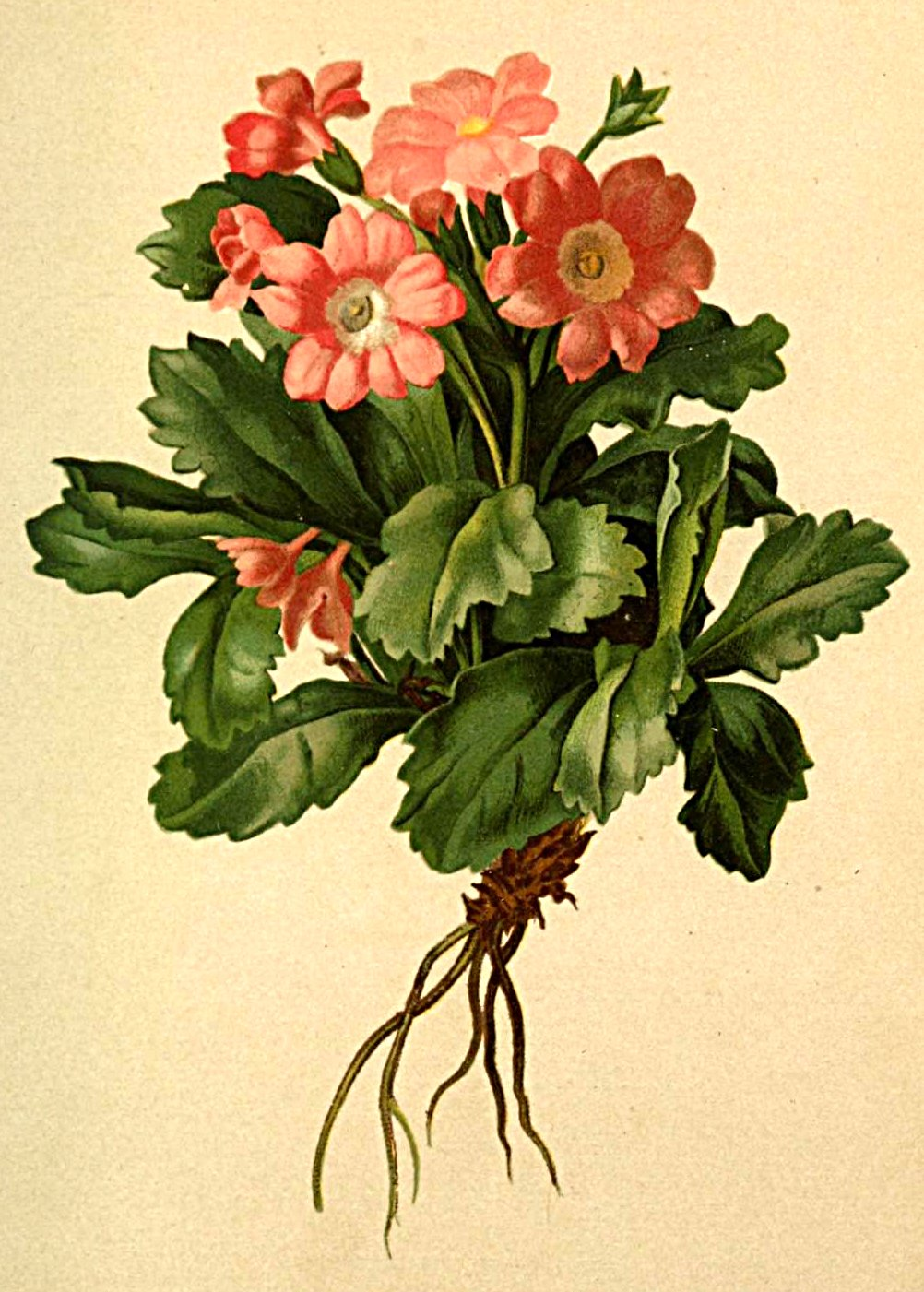
Ilustración

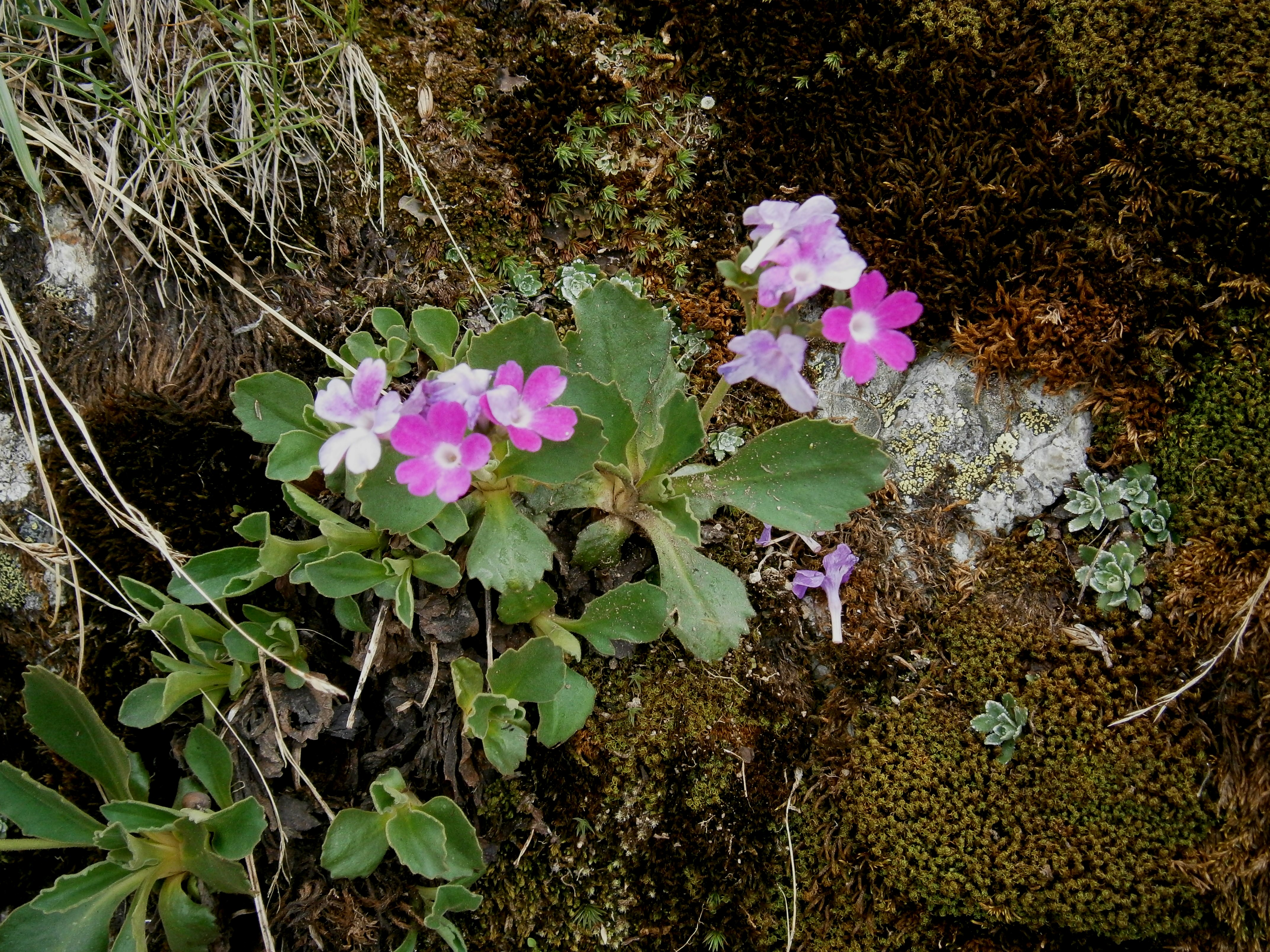
Vista de la planta en su hábitat

## Descripción
Es una planta perenne, escaposa, no farinosa. Con rizoma de más de 30 cm, ramificado, a veces erguido o arqueado en sus extremos, que forma masas de hasta 50 cm de anchura. Las hojas de 1,5-9 cm; limbo 1,2-5 x 0,8-3,5 cm, de longitud 1,5-3,5 veces su anchura, que es máxima hacia el centro, contraído bruscamente en el pecíolo, con dentado grosero irregular. Inflorescencia multiflora. Flores con pedicelo de 2-15 mm, algo más largo en la antesis. Cáliz 2,5- 8 mm; dientes de longitud 1/4-1/2 de la del cáliz. Corola de color rojo rosada; garganta y tubo más claros. Fruto esferoidal.

## Distribución y hábitat
Se encuentra en suelos pedregosos en matorrales subalpinos, grietas musgosas sombreadas y cantiles soleados de rocas calcáreas y silíceas; a una altitud de 1400-3000 metros, en los Alpes centrales y occidentales, Pirineo central, entre Posets y el Somport.

## Taxonomía
Primula hirsuta fue descrita por Carlo Allioni y publicado en Auctarium ad Synopsim Methodicam Stirpium Horti Reg. Taurinensis 10. 1773 y también en Mélanges Philos. Mat. Soc. Roy. Turin 5: 62 (1774)
Etimología
Primula: nombre genérico que proviene del latín primus o primulus = "primero", y refiriéndose a su temprana floración. En la época medieval, la margarita fue llamada primula veris o "primogénita de primavera".
hirsuta: epíteto latino que significa "peluda, con pelos".
Citología
El número de cromosomas es de: 2n = 62.
Sinonimia
- Auricula-ursi hirsuta (All.) Soják	[5]